# إي. دبليو. هاو
إي. دبليو. هاو (بالإنجليزية: E. W. Howe)‏ (3 مايو 1853 - 3 أكتوبر 1937)؛ صحفي وروائي أمريكي.

## روابط خارجية
- إي. دبليو. هاو على موقع الموسوعة البريطانية (الإنجليزية)